# 穆尼爾·哈達迪
穆尼爾·哈達迪·穆罕默德（阿拉伯语：منير الحدادي محمد，1995年9月14日—），常簡稱穆尼爾（Munir），摩洛哥職業足球員，司職前鋒，現效力於西甲俱樂部萊加內斯。

## 早年
穆尼爾於馬德里共同體的埃斯科里亞爾出生，並在鄰近的加拉帕加爾的一條被《世界報》形容為「小摩洛哥」的街道長大。他的父親穆罕默德·艾哈達迪·阿爾貝吉（Mohamed El Haddadi Arbrqui）與母親齊達（Zeida）皆是柏柏摩洛哥人，前者於18歲時移居西班牙，現職廚師，後者出生於西班牙屬地梅利利亞，前職勤務工，現全心照顧穆尼爾的3個兄弟姐妹。在14歲前，穆尼爾是皇家馬德里的球迷。

## 俱樂部生涯

### 早年生涯
穆尼爾的足球生涯開始於加拉帕加爾與DAV聖塔安那。他於2010年至2011年效力於馬德里競技，之後他被外借到拉約馬哈達翁達A隊，出戰32場，射入29球。可是皇家馬德里和馬德里競技沒有簽下他，這使穆尼爾引起曼城等大球會的注意，但他最後進入巴塞罗那屬下的拉瑪西亞青訓營。

### 巴塞羅那

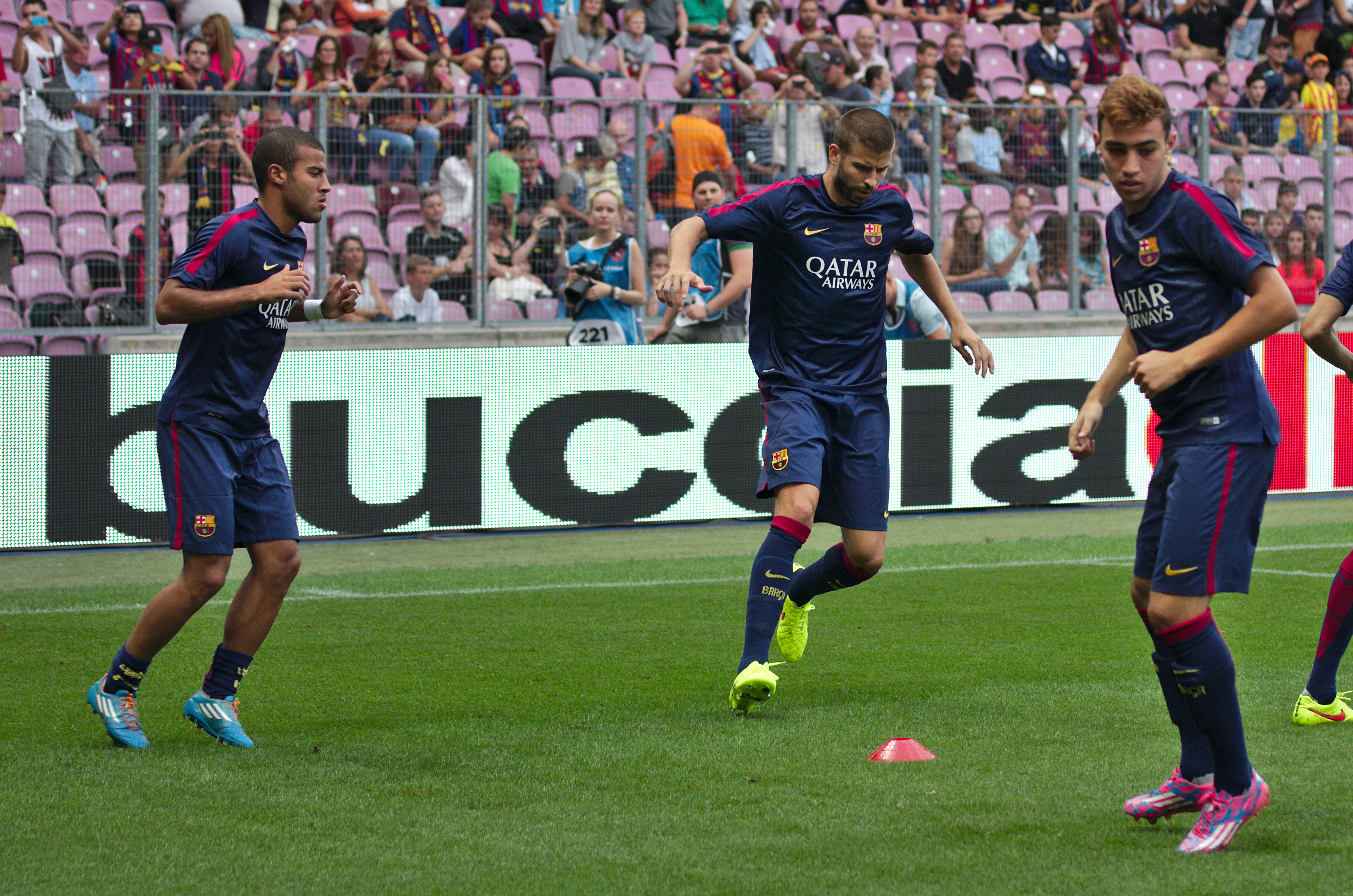
拉菲尼亞，皮克和穆尼爾（右）在熱身，攝於2014年8月

穆尼爾在歐洲青年聯賽對陣阿賈克斯U19的比賽中處子登場，並射入兩球，他出戰10場比賽，攻入11球。2014年3月3日，因哈達迪表現出色的關係，巴塞羅那延長他的合約至2017年6月。
在對上特內里費和拉科魯尼亞中擔當未上陣的替補後，穆尼爾在2014年3月2日客場對上皇家馬略卡的賽事中上演聯賽（西乙）處子秀，他於72分鐘替補辛度·拉美利斯，該場比賽巴塞羅那B隊以2-1取勝。其首個西乙進球出現於同年4月19日，協助球隊以2-1擊敗赫罗纳。
2014年8月24日，穆尼爾在對上埃爾切的比賽首次為巴塞羅那一隊上陣，同時亦是其西甲首秀。他於67分鐘被佩德羅換出前射入1球，幫助球隊以3-0取勝。因其表現，穆尼爾被提名競逐2014年的歐洲金童獎。
2015年12月17日，由於梅西和尼馬受傷的關係，穆尼爾在對上廣州恆大的2015年國際足總俱樂部世界盃準決賽中正選上陣，他在該場比賽中搏得敵隊黃博文的犯規並獲得射十二碼的機會，穆尼爾把機會讓給蘇亞雷斯，協助他取得帽子戲法。該場比賽巴塞羅那以3-0擊敗廣州恆大。2016年1月13日，穆尼爾代替停賽的蘇亞雷斯正選出戰西班牙國王盃16強次回合對上皇家西班牙人的巴塞隆納德比，他在該場比賽梅開二度，協助球隊以2-0擊敗對手，2回合計6-1晉級8強。

### 瓦倫西亞
2016年8月30日，穆尼爾以外借身份加盟瓦倫西亞，為期1季，並穿上9號球衣，原持有者為轉會到巴塞的柏高·艾卡沙。瓦倫西亞可在季後執行選項，以1200萬簽入穆尼爾。他在9月11日對上皇家貝提斯的比賽中於63分鐘替補桑蒂·米納首次上陣，該場比賽他們以2–3落敗。穆尼爾的首球出現於10月22日對上母會巴薩的比賽中，但這入球無助球隊於主場取得勝利，這場比賽「蝙蝠軍團」以同樣比分敗陣。

### 阿拉維斯
2017年9月1日，穆尼爾以借將身份成為阿拉维斯的一員，為期1季。

## 國家隊生涯
穆尼爾於西班牙出生和長大，但父母都是摩洛哥人，因此他有資格代表摩洛哥國家隊或西班牙國家隊，而他選擇首先為西班牙效力。2014年8月29日，穆尼爾被西班牙U21隊教練阿爾貝特·塞拉德斯加進同年9月對上匈牙利和奧地利的比賽的21人名單。但迪亞高·哥斯達在之後對上法國的友賽中受傷，因此西班牙主帥比森特·德尔·博斯克提前召入穆尼爾，以替代迪亞高·哥斯達出戰2016年歐洲國家盃外圍賽對上馬其頓的賽事，他於完場前13分鐘替補佐治·高基，首次為西班牙出戰。該場比賽他們以5-1大勝。
2017年6月，報導指穆尼爾和摩洛哥皇家足球協會（FRMF）一同向FIFA申訴，希望令前者轉為代表「阿特拉斯雄獅」在2018年世界盃足球賽出賽。但FIFA發言人否認有任何聯繫，亦稱球員本人沒有效力第二個國家隊的資格。在穆尼爾和FRMF的要求下，国际体育仲裁院在2018年4月開庭辯論，並最終在5月14日否決其希望代表摩洛哥比賽的請求。
2020年10月1日，在FIFA修改規例，容許在21歲之前未出戰超過3次預選賽的球員更換國家隊，穆尼爾遂再次向FIFA提出轉為代表摩洛哥的請求，然而FIFA以他曾在2016年9月，即超過21歲時接受西班牙U21的徵召為由拒絕其申訴。隔年1月28日，FIFA公佈新的國家隊參賽資格要求，為曾在21歲之前效力過西班牙一次的穆尼爾開更換國家隊的綠燈。

## 統計數據

### 俱樂部
最後更新：2018年4月8日。
| 俱樂部           | 賽季     | 聯賽 | 聯賽 | 盃賽 | 盃賽 | 洲際賽 | 洲際賽 | 其他 | 其他 | 合計 | 合計 |
| 俱樂部           | 賽季     | 出賽 | 進球 | 出賽 | 進球 | 出賽   | 進球   | 出賽 | 進球 | 出賽 | 進球 |
| ---------------- | -------- | ---- | ---- | ---- | ---- | ------ | ------ | ---- | ---- | ---- | ---- |
| 巴塞隆拿B隊      | 2013–14  | 11   | 4    | —    | —    | —      | —      | —    | —    | 11   | 4    |
| 巴塞隆拿B隊      | 2014–15  | 17   | 4    | —    | —    | —      | —      | —    | —    | 17   | 4    |
| 巴塞隆拿B隊      | 合計     | 28   | 8    | —    | —    | —      | —      | —    | —    | 28   | 8    |
| 巴塞罗那         | 2014–15  | 10   | 1    | 3    | 0    | 3      | 0      | —    | —    | 16   | 1    |
| 巴塞罗那         | 2015–16  | 14   | 3    | 5    | 5    | 4      | 0      | 2    | 0    | 23   | 7    |
| 巴塞罗那         | 2016–17  | 1    | 0    | 0    | 0    | 0      | 0      | 2    | 1    | 3    | 1    |
| 巴塞罗那         | 2018-19  | 5    | 1    | 1    | 0    | 1      | 0      | 0    | 0    | 7    | 1    |
| 巴塞罗那         | 合計     | 29   | 5    | 9    | 5    | 8      | 0      | 2    | 0    | 46   | 9    |
| 瓦倫西亞（外借） | 2016–17  | 33   | 6    | 3    | 1    | —      | —      | —    | —    | 36   | 7    |
| 阿拉維斯（外借） | 2017–18  | 27   | 7    | 4    | 4    | —      | —      | —    | —    | 31   | 11   |
| 西維爾           | 2018–19  | 5    | 0    | 1    | 0    | 3      | 2      | -    | -    | 9    | 2    |
| 西維爾           | 2019–20  | 21   | 5    | 2    | 0    | 9      | 5      | —    | —    | 32   | 10   |
| 西維爾           | 2020–21  | 24   | 4    | 6    | 0    | 6      | 1      | 0    | 0    | 36   | 5    |
| 西維爾           | 生涯合計 | 188  | 43   | 26   | 11   | 27     | 8      | 4    | 1    | 246  | 62   |

1. 1 2 3  全部出現於歐洲冠軍聯賽
2. ↑  分別有2球出現於2015年西班牙超級杯和2015年國際足總俱樂部世界盃
3. ↑  2球皆出現於2016年西班牙超級杯
4. 1 2  全部出現於歐霸盃

### 國家隊
最後更新：2014年9月8日
| 西班牙 | 西班牙 | 西班牙 |
| 年份   | 出賽   | 進球   |
| ------ | ------ | ------ |
| 2014   | 1      | 0      |
| 合計   | 1      | 0      |
| 摩洛哥 |        |        |
| 2021   | 4      | 1      |
| 總計   | 4      | 1      |

| 球數 | 日期         | 場館                                  | 對手 | 進球 | 比分 | 性質                   |
| ---- | ------------ | ------------------------------------- | ---- | ---- | ---- | ---------------------- |
| 1    | 2021年3月3日 | 摩洛哥拉巴特穆萊·阿布德拉赫王子體育場 |      | 1–0  | 1–0  | 2021年非洲國家盃外圍賽 |

## 榮譽

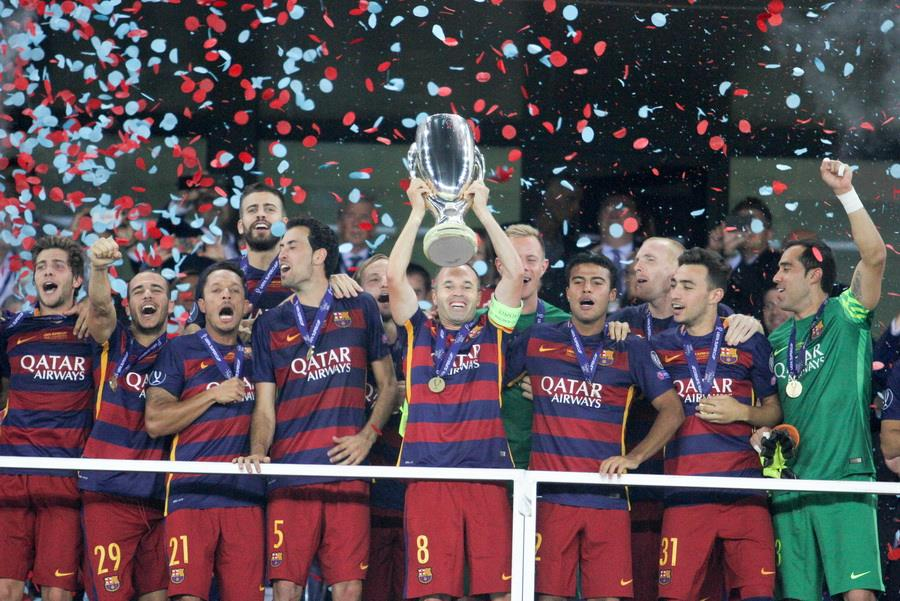
穆尼爾（右二）與其巴塞羅那隊友一起慶祝2015年歐洲超級盃奪冠

巴塞罗那
- 西甲：2014–15，2015–16，2018–19
- 西班牙國王盃：2014–15，2015–16
- 歐洲冠軍聯賽：2014–15
- 西班牙超級盃：2016，2018
- 歐洲超級盃：2015
- 世冠盃：2015
- 歐洲青年聯賽：2013–14[30]

塞維利亞
- 欧足联欧洲联赛冠軍：2019-20賽季

個人
- 歐洲青年聯賽神射手：2013–14
- 歐洲青年聯賽助攻王：2013–14
- 西班牙國王杯神射手：2015–16[31]
- 歐霸盃最佳陣容：2019–20[32]

## 外部連結
- FC Barcelona profile （页面存档备份，存于）
- 穆尼爾·哈達迪－UEFA國際賽競賽紀錄
- Soccerway資料庫：穆尼爾·哈達迪
- Munir El Haddadi （页面存档备份，存于） at Topforward